# 18 Wheeler: American Pro Trucker
18 Wheeler: American Pro Trucker és un joc de carreres desenvolupat per Sega-AM2 i publicat per Sega. Este joc fou primerament llançat en els arcades en 2000, però més tard el joc fou llançat per Sega Dreamcast en 2001, Posteriorment, fou portat a la PlayStation 2 en 2001 i a la Nintendo GameCube en 2002 de la mà d'Acclaim Entertainment. Sega va seguir l'èxit de 18 Wheeler: American Pro Trucker fent una seqüela, The King of Route 66 per a arcades i Playstation 2 en 2003.

## El joc
El propòsit principal és fer que el teu camió de càrrega arribe a la línia de meta en el temps establit.
Hi ha vehicles especials amb els quals pots xocar perquè t'afegisquen tres segons al temps límit. Semblen uns Chevy Astro Vans de color porpra. Després de la Pantalla 1, el joc li dona al jugador l'oportunitat de triar un tràiler. Un tràiler és més dur que un de transport, però ofereix una major rendibilitat, mentre que l'altra opció és més fàcil de transportar, però ofereix una menor rendibilitat. Els diners es deduirà del total quan el remolc és colpejat.

## Conversions
La conversió inicial del joc va ser llançada en la Sega Dreamcast. Publicat per Sega, és bastant fidel al seu homòleg d'arcade, però els actors de veu dels personatges van ser canviats i la galeria a través del país carregant pantalles de mapa es van fer més simple i bonica. També hi havia un mode de dos jugadors disponible. The game was released by Acclaim Entertainment (qui també llançar el Ferrari F355 Challenge de Sega en la Dreamcast) en la PlayStation 2 i Nintendo GameCube. La versió de GameCube fou llançada 18 de febrer de 2002.